# János Proszt (Chemiker)
János Proszt (auch Johann Proszt; * 6. Februar 1892 in Budapest; † 6. Juli 1968 ebenda) war ein ungarischer Chemiker (Physikalische Chemie).

## Leben
Proszt war der Sohn eines Eisenbahninspektors und studierte (nachdem er erst Arzt werden wollte) Chemie und Physik an der Universität Budapest (wo er noch Carl von Than hörte und Schüler des Professors für Physikalische Chemie Gustav Buchböck war) mit der Promotion in Chemie 1913. Die Dissertation war über die molekularen Zustände von Jod in Lösung. Danach war er bis 1914 an der Universität Berlin. In Deutschland hörte er 1913/14 Vorlesungen von Walther Nernst, Max Planck und Wilhelm Ostwald. Im Ersten Weltkrieg war er 1914 bis 1918 als Soldat an der Front beim 4. österreichisch-ungarischen Feldartillerieregiment. Ab 1919 war er Assistent an der Universität Budapest (3. Chemisches Institut bei Buchböck) und wurde 1924 außerordentliche und 1927 ordentlicher Professor für Chemie an der Berg- und Forstakademie Sopron (Schemnitz), die das älteste chemische Hochschulinstitut Ungarns war (gegründet 1763) und ab 1934 zur TU Budapest gehörte. 1948 wurde er Professor für Anorganische Chemie an der Universität Budapest. 1963 ging er in den Ruhestand.

## Werk
Er befasste sich vor allem mit Physikalischer Chemie. Er versuchte am Anfang seiner Forschungskarriere lange ein stabiles Polonium-Isotop in Wismut- und Tellurerzen zu finden (er vermutete die Existenz aufgrund theoretischer Überlegungen), musste dann aber einsehen, dass es solche Isotope über Wismut hinaus nicht gab. In Sopron befasste er sich mit Flotation und deren elektrochemischen Grundlagen, was für die Metallanreicherung bei der Erzverarbeitung wichtig war. Durch Experimente mit Suspensionen aus Galenit und Quarz und Emulsionen aus Öl und Wasser fand er das günstigste Verfahren (grobdispersive Systeme am isoelektrischen Punkt) und stellte die Rolle der Ionenadsorption an der Grenzfläche fest-flüssig heraus und die Abhängigkeit der elektrokinetischen Eigenschaften von der Teilchenform (Krümmung) und Teilchengröße. Er untersuchte Dampf-Flüssigkeitsgleichgewichte in binären Gemischen (Entdeckung und Benennung des Raoultschen Punktes, des Punktes auf der Gas-Flüssigkeits-Gleichgewichtskurve, der vom Salzeffekt nicht beeinflusst wird) und befasste sich ab Mitte der 1950er Jahre mit Polarografie (Polarcoulometrie mit Poós). Außerdem befasste er sich mit Chemie der Silikone und hielt dort mehrere Patente.
Er war klassisch gebildet und befasste sich mit Wissenschaftsgeschichte der Chemie. Unter anderem war er aktiv an der Gründung des Ungarischen Museums der Chemie in Schloss Várpalota. Er sprach und schrieb fließend Deutsch.

## Ehrungen und Mitgliedschaften
1953 erhielt er mit seinen Mitarbeitern Ivan Lipovetz und József Nagy (der sein Nachfolger auf seinem Lehrstuhl war) den Kossuth-Preis. 1956 wurde er korrespondierendes Mitglied der Ungarischen Akademie der Wissenschaften. 1962 erhielt er den Arbeitsverdienstorden. 1968 veranstaltete die Gesellschaft Ungarischer Chemiker zu seinem 75. Geburtstag eine Festsitzung.

## Privates
1923 heiratete er die promovierte Chemikerin Gizella Jordan, der Tochter von Károly Jordan, mit der er drei Kinder hatte.

## Schriften
- Die Schemnitzer Bergakademie als Geburtsstätte chemisch-wissenschaftlicher Forschung in Ungarn. Facultas Rerum Metallicarum et Salturariarum Universitatis Regiae Hungaricae, Sopron 1938, DNB 362077908.
- Physikalisch-chemisches Praktikum (Ungarisch), 1934, 10. Auflage unter Beteiligung weiterer Wissenschaftler in zwei Bänden 1968